# Ignazio Dolce
Pour les articles homonymes, voir Dolce.
Ignazio Dolce (né le 26 mars 1933 à Palerme) est un acteur, réalisateur et scénariste italien.

## Filmographie

### Comme acteur
- 1959 : Le Veuf (Il vedovo)
- 1959 : Les Derniers Jours de Pompéi (Gli ultimi giorni di Pompei)
- 1960 : Nous les durs ! (Noi duri)
- 1960 : Le Géant de la vallée des rois (Maciste nella valle dei re)
- 1960 : Caccia al marito
- 1960 : Incorrigibles Parents (Genitori in blue-jeans)
- 1960 : I piaceri del sabato notte
- 1960 : Quanto sei bella Roma
- 1961 : Walter e i suoi cugini
- 1961 : La ragazza sotto il lenzuolo
- 1961 : Un figlio d'oggi : commissaire
- 1961 : Ferragosto in bikini' : le secrétaire du cavalier
- 1961 : Bellezze sulla spiaggia
- 1961 : L'Atlantide (Antinea, l'amante della città sepolta)
- 1961 : Goliath contre les géants (Goliath contro i giganti)
- 1961 : Le Voleur de Bagdad (Il ladro di Bagdad)
- 1961 : Le Colosse de Rhodes (Il colosso di Rodi)
- 1962 : Il vecchio testamento
- 1962 : Les Derniers Jours d'Herculanum (Anno 79: La distruzione di Ercolano)
- 1962 : Le Meilleur ennemi (The Best of Enemies) : sentinelle
- 1962 : Colpo gobbo all'italiana
- 1962 : Eva de Joseph Losey
- 1962 : Le Mercenaire (La congiura dei dieci)
- 1963 : La Légende de la panthère noire (en) (Der schwarze Panther von Ratana)
- 1964 : La Fugue (La fuga)
- 1965 : Les Sentiers de la haine (Il piombo e la carne)
- 1965 : Objectif Hambourg, mission 083 (Missione mortale Molo 83)
- 1965 : Le avventure di topo Gigio
- 1966 : Albero verde : Ciccio
- 1966 : Deux Bidasses et le Général (Due marines e un generale)
- 1969 : Liz et Helen ou Chaleur et jouissance (A doppia faccia)

### Comme réalisateur
- 1974 : L'ammazzatina
- 1983 : The Canon Operation (Paul D. Robinson)
- 1988 : Colli di cuoio (Paul D. Robinson)
- 1988 : Commander (Paul D. Robinson)
- 1988 : Angel Hill: l'ultima missione (Paul D. Robinson)
- 1990 : L'ultimo volo all'inferno (Paul D. Robinson)
- 1992 : Halfway House (sous le pseudo de Paul D. Robinson)

#### Comme réalisateur adjoint
- 1962 : Il vecchio testamento
- 1962 : Les Derniers Jours d'Herculanum (Anno 79: La distruzione di Ercolano)
- 1962 : La Fureur d'Hercule (La furia di Ercole)
- 1965 : Objectif Hambourg, mission 083 (Missione mortale Molo 83)
- 1969 : Sabata (Ehi amico... c'è Sabata, hai chiuso!)
- 1969 : Cinq pour l'enfer (Cinque per l'inferno)
- 1969 : Sartana (Se incontri Sartana prega per la tua morte)
- 1969 : Liz et Helen ou Chaleur et jouissance (A doppia faccia)
- 1971 : Adios Sabata (Indio Black, sai che ti dico: Sei un gran figlio di...)
- 1971 : Le Prisonnier de l'araignée ou Les Fantômes de Hurlevent (Nella stretta morsa del ragno)
- 1971 : Le Retour de Sabata (È tornato Sabata... hai chiuso un'altra volta)
- 1972 : Le Droit d'aimer
- 1973 : Mister Superinvisible (L'inafferrabile invincibile Mr. Invisibile)
- 1973 : La mano nera - prima della mafia, più della mafia
- 1976 : Fantasma en el Oeste
- 1976 : L'Ombre d'un tueur (Con la rabbia agli occhi)
- 1978 : Le Grand Coup (The Squeeze)
- 1979 : L'Invasion des piranhas (Killer Fish)
- 1982 : Tiger Joe ou Fuga dall'archipelago maledetto
- 1983 : Yor, le chasseur du futur (Yor, the Hunter from the Future)
- 1984 : Les Bêtes féroces attaquent (Wild beasts - Belve feroci)
- 1984 : Dune

### Comme scénariste
- 1988 : Commander (sous le pseudo de Paul D. Robinson)

### Comme producteur
- 1983 : I sopravvissuti della città morta

#### Comme directeur de la production
- 1984 : Nom de code : Oies sauvages (Code Name: Wild Geese)
- 1985 : Les Aventuriers de l'enfer (La Leggenda del rubino malese)
- 1987 : Le Secret du temple inca (Alla ricerca dell'impero sepolto)